# Aia tänav (Pärnu)
La rue des jardins (estonien : Aia tänav,  en allemand : Gartenstraße) est une rue de Pärnu en Estonie.

## Situation et accès
La rue Aia tänav traverse les quartiers Kesklinn, Eeslinn et Rannarajooni.
La longueur de la rue est d'environ 1,3 km.
La rue part de la rue Lai tänav et se dirige vers le sud, puis vers le sud-ouest et se termine au boulevard AH Tammsaare.

## Origine du nom
La rue Aia a été nommée d'après les parcelles de jardin situées le long de la rue.

## Historique
Comme les parcelles de terrain étaient trop petites dans le Pärnu médiéval, les terres situées en dehors des limites de la ville étaient utilisées pour la culture de légumes.

## Bâtiments remarquables et lieux de mémoire

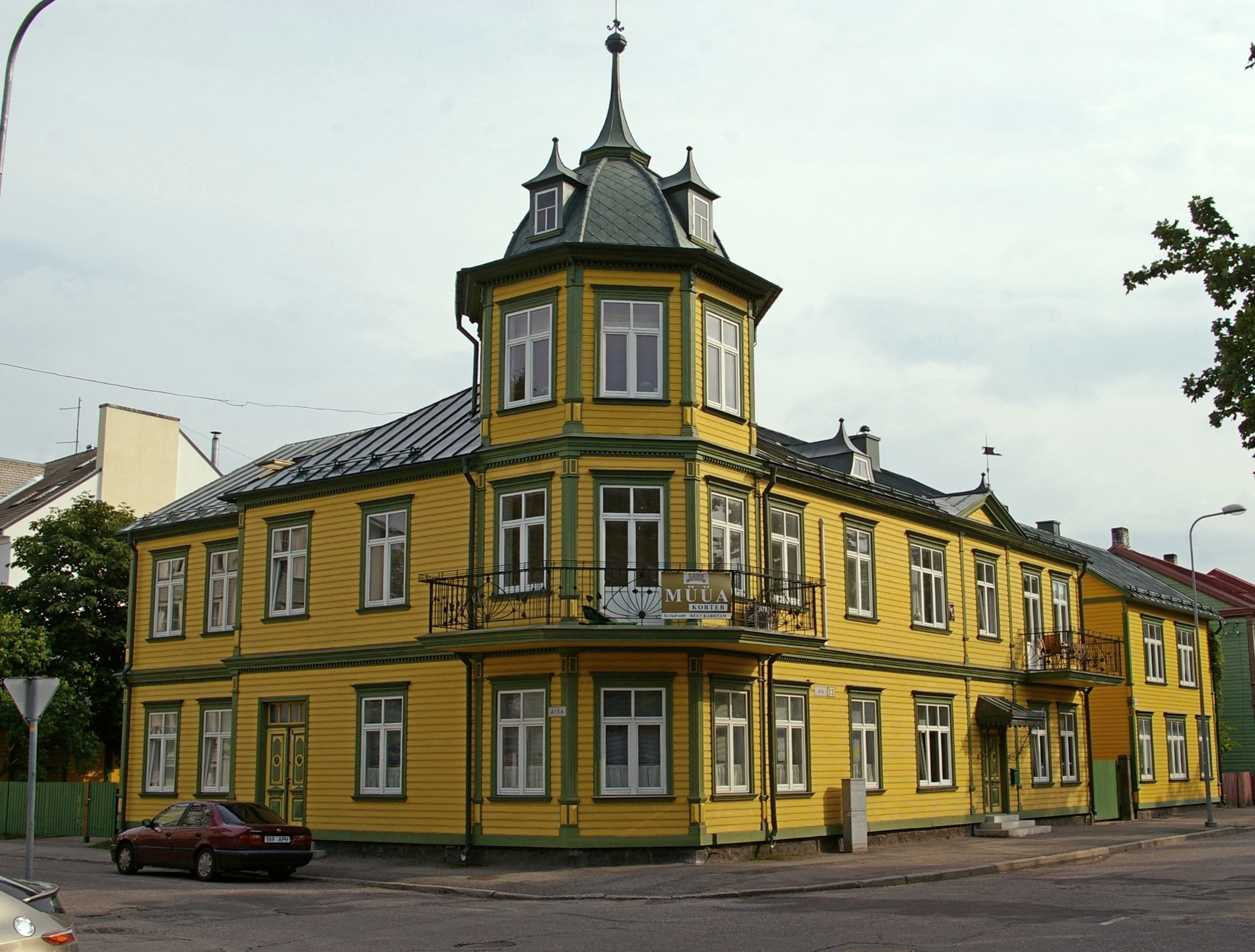
Aia 22
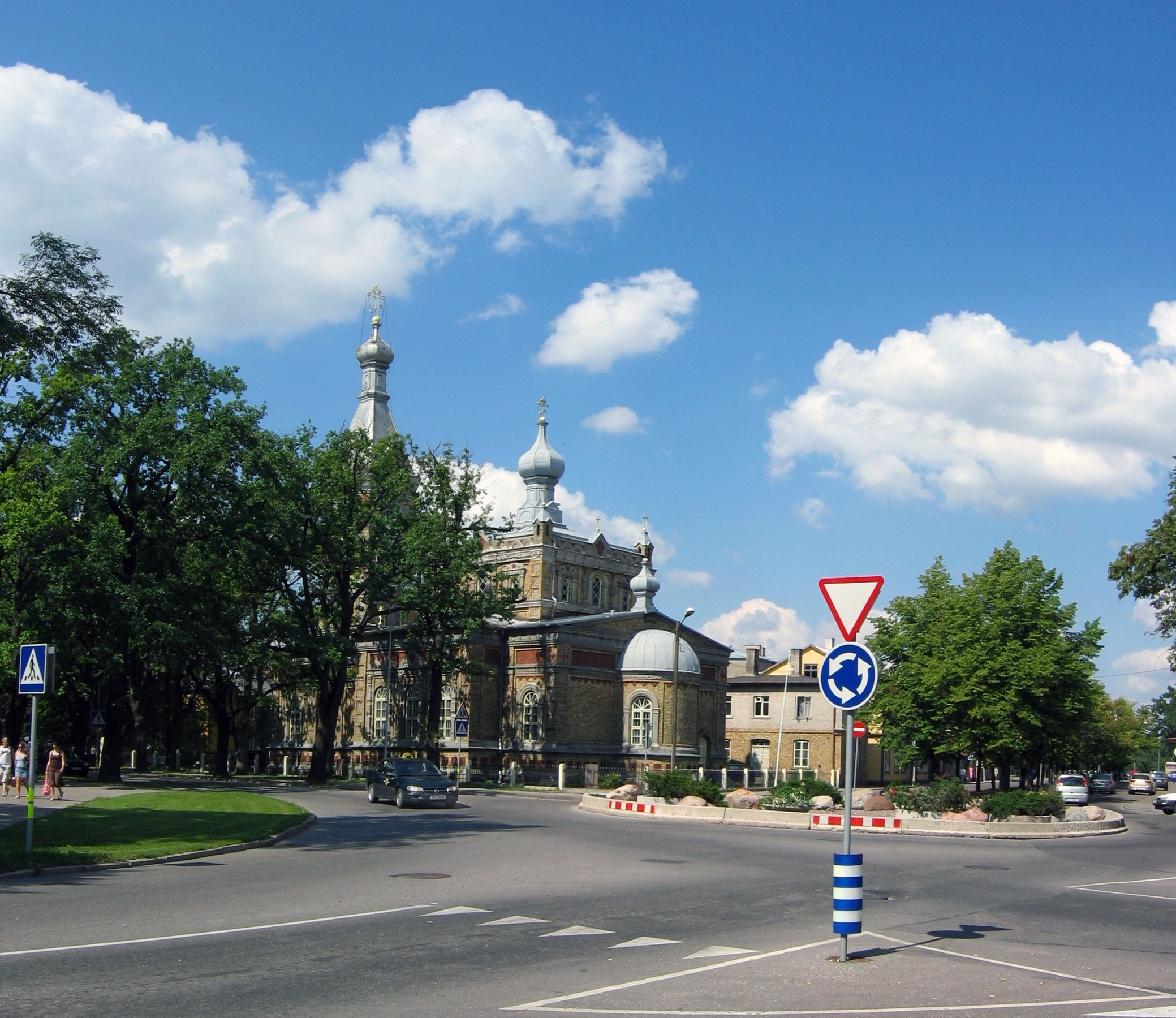
Aia 5, Église de la Transfiguration.